# جولي فريدمان
جولي فريدمان (بالإنجليزية: Julie Friedman)‏ هي منتجة أفلام ومخرجة وممثلة أمريكية، ولدت في 15 مايو 1977 في شيكاغو في الولايات المتحدة.

## وصلات خارجية
- جولي فريدمان على موقع IMDb (الإنجليزية)